# Premières-côtes-de-bordeaux
Le premières-côtes-de-bordeaux est un vin blanc moelleux (voire liquoreux) français d'appellation d'origine contrôlée produit sur les coteaux de la rive droite de la Garonne, en face de Bordeaux, qui fait partie du vignoble de l'Entre-deux-Mers. 
L'aire de l'appellation premières-côtes-de-bordeaux concerne 39 communes situées sur la rive droite de la Garonne, sur une bande étroite de 5 kilomètres de large et soixante kilomètres de long de Bassens au nord-ouest à Saint-Maixant au sud. Elle fait face au vignoble des vins de Graves, de Barsac et de Sauternes situé sur la rive gauche de la Garonne. 
Depuis 2009, les rouges de cette zone sont produits sous la dénomination cadillac-côtes-de-bordeaux.

## Historique
Selon l'historien Hugh Johnson, le vignoble bordelais médiéval était essentiellement localisé sur les appellations actuelles graves et premières-côtes-de-bordeaux, avec quelques vignes éparses dans le reste de l'Entre-deux-Mers et le Blayais. Au début du XIXe siècle, André Jullien décrit ainsi la zone : « Les Côtes sont les collines qui bordent la Garonne et la Gironde, depuis Langon jusqu'à Blaye. Les vins qu'elles produisent ont une belle couleur et beaucoup de corps ». En 1874, on a une description plus détaillée :

« En nous rapprochant de Bordeaux [venant du sud], toutes les communes que nous trouvons sur les coteaux aux pieds desquels coule la Garonne, produisent des vins rouges et des vins blancs.
Les vins blancs de ces communes sont généralement plus estimés que les vins rouges. Les plus renommées, après Sainte-Croix-du-Mont, sont Haux, Langoiran, Tabanac et Baurech.

Après avoir passé devant Baurech, la valeur des vins blancs diminue, mais en même temps la valeur des vins rouges augmente, et nous ne tardons pas à trouver les communes de Quinsac et de Camblanes, qui produisent les meilleurs vins de côtes de l'arrondissement de Bordeaux et des vins de palus classés, avec ceux de Baurech, Latresne, Bouliac et Floirac au rang de second palus du département.

[…] nous trouvons encore des vins rouges de côtes et de palus et des vins blancs ; ces derniers, d'enrageat très-communs. Quant aux vins rouges, au contraire, ils sont, dans les palus, en grande partie, au rang des premiers du département, et sur les côtes, au rang des plus estimés : surtout ceux de Lormont, Bassens, Carbon-Blanc et Sainte-Eulalie. »

— Charles Cocks, Bordeaux et ses vins classés par ordre de mérite, 1874.
L'appellation est reconnu officiellement par le décret du 31 juillet 1937, pour des vins blancs comme rouges. En novembre 1955, la dénomination « Cadillac » est autorisée en rajout du nom de l'appellation (idem pour la dénomination « Gabarnac »), pour les vins blancs des communes au sud de l'aire d'appellation ; l'appellation spécifique cadillac est instaurée en août 1973 pour les vins liquoreux, d'où la redéfinition de l'appellation premières-côtes-de-bordeaux ; puis en septembre 2009 cette dernière est désormais limitée aux vins blancs, les rouges deviennent une dénomination au sein de l'appellation côtes-de-bordeaux (sous le nom de cadillac-côtes-de-bordeaux). Le cahier des charges a été dernièrement modifié en novembre 2011, en juin 2014 (limitation de la chaptalisation), en juillet 2016 (aire parcellaire) et en décembre 2017 (modification de l'aire parcellaire).

## Vignoble
Selon les Douanes, la superficie revendiquée en 2023 sous l'appellation est de 75 hectares.

### Aire d'appellation
| \| Bordeaux Premières-côtes-de-bordeaux \| L'aire d'appellation, à l'est et au sud-est de Bordeaux. |
| Bordeaux Premières-côtes-de-bordeaux                                                                |

La production de l'appellation peut se faire sur la même aire que celle de la dénomination cadillac-côtes-de-bordeaux (qui elle est en rouge), comprenant 39 communes : Bassens, Baurech, Béguey, Bouliac, Cadillac-sur-Garonne, Cambes, Camblanes-et-Meynac, Capian, Carbon-Blanc, Cardan, Carignan-de-Bordeaux, Cénac, Cenon, Donzac, Floirac, Gabarnac, Haux, Langoiran, Laroque, Latresne, Lestiac-sur-Garonne, Lormont, Loupiac, Monprimblanc, Omet, Paillet, Quinsac, Rions, Saint-Caprais-de-Bordeaux, Saint-Germain-de-Grave, Saint-Maixant, Sainte-Croix-du-Mont, Sainte-Eulalie, Semens, Tabanac, Le Tourne, Verdelais, Villenave-de-Rions et Yvrac.

### Appellations intégrées
La partie méridionale de l'aire d'appellation est partagée avec trois autres AOC plus petites, produisant exclusivement des vins liquoreux (les premières-côtes-de-bordeaux étant surtout des blancs moelleux) :
- loupiac (limitée à la commune éponyme) ;
- sainte-croix-du-mont (limitée à la commune éponyme) ;
- et cadillac (concernant 22 communes, dont Cadillac-sur-Garonne).

### Géologie
La vigne est présente sur tous les types de sols existants, à l’exception des parcelles situées sur alluvions modernes et en bas de vallons.

#### Sous-sol
La formation du sous-sol date de l'ère tertiaire, recouverts par endroits d'alluvions quaternaires. Les dépôts sont soit marins (calcaire à Astéries, marnes à Ostrea), soit détritiques (molasse de l’Agenais), soit lacustres (argiles et calcaire), soit alluviaux sur la haute-terrasse graveleuse de la Garonne, soit des alluvions argileux récentes dans le fond des vallées.

#### Sol
Les types de sols qui portent le vignoble dépendent du sous-sol, avec quatre typologies :
- bruns calcaires et argilo-calcaires, sur le calcaire à Astéries ;
- argileux, sur la molasse de l'Agenais (elle affleure au sommet des coteaux des premières-côtes-de-bordeaux) ;
- boulbènes, sols limono-argileux, limono-sableux, profonds, très fertiles qui se sont développés sur des alluvions fines de la Garonne et des molasses de l'Agenais ;
- graveleux et argileux, sur les graves garonnaises épaisses de deux à dix mètres, dans certaines communes de l'aire d'appellation proches du fleuve[5].

### Encépagement
Les vins sont issus des cépages suivants : la muscadelle B, le sauvignon B, le sauvignon gris G et le sémillon B. À noter que, contrairement à de nombreuses appellations du Bordelais, il n'y a pas de cépages accessoires ou de règles relatives à l'assemblage.
En pratique, l'assemblage typique est de 70 % de sémillon, 25 % de sauvignon et 5 % de muscadelle.

## Vins

### Rendements
Le rendement maximum autorisé par le cahier des charges est de 45 hectolitres par hectare et le rendement butoir est de 55 hl/ha.
Les rendements moyens déclarés récemment sont :
| Année | Superficie (ha) | Production (hl) | Rendement (hl/ha) |
| ----- | --------------- | --------------- | ----------------- |
| 2019  | 77              | 2 622           | 34                |
| 2020  | 75              | 1 863           | 25                |
| 2021  | 90              | 1 590           | 18                |
| 2022  | 55              | 1 326           | 24                |
| 2023  | 75              | 1 820           | 24                |
| 2024  | 29,5            | 563             | 19                |

### Dégustation
Le vin conditionné devant présenter une teneur en sucres fermentescibles (glucose et fructose) supérieure ou égale à 34 grammes par litre, et présenter une richesse en sucre supérieure à 221 grammes par litre de moût, ces vins sont donc moelleux voire liquoreux, grâce au développement du Botrytis cinerea sous forme de pourriture noble.  
La teinte des vins est jaune d'or. Ils présentent des notes fleuries et de fruits frais ou confits, des arômes d'acacia, de vanille, de pêche et de tilleul. 
Ils s'associent avec le foie gras, les viandes blanches, les poissons en sauce, des plats exotiques, les fromages à pâte persillée, la tarte aux fruits jaunes et le carpaccio d'agrumes,.

### Liste de producteurs
Le cahier des charges indique qu'en 2009 il y avait 60 producteurs. Le site des producteurs de l'appellation fournit une liste non-exhaustive d'une vingtaine de producteurs.

### Hiérarchie des prix
Le prix de vente des vignes ayant droit aux appellations de vins moelleux ou liquoreux de la rive droite (premières-côtes-de-bordeaux, cadillac, loupiac et sainte-croix-du-mont) est officiellement en 2023 de 9 500 euros l'hectare en moyenne (variant entre 4 000 et 18 000 €), soit des prix nettement inférieurs aux appellations de l'autre rive barsac et sauternes (28 000 € en moyenne, variant de 15 000 à 150 000), mais plutôt équivalents à ceux pour l'appellation générique bordeaux blanc qui est à une moyenne de 12 000 € (de 4 000 à 18 000 €).
Pour une comparaison entre les appellations, on peut aussi prendre les prix pratiqués en vrac (en € pour une tonneau de 900 litres) officiellement pour le calcul des fermages en 2023, qui fournissent une hiérarchie des vins sucrés du Bordelais :
- 1 098 € (122 €/hl) pour du côtes-de-bordeaux-saint-macaire (moelleux) ;
- 1 282,5 € (142,5 €/hl) pour du premières-côtes-de-bordeaux (moelleux) ou du cadillac ;
- 1 928 € (214 €/hl) pour du graves-supérieures (moelleux) ou du cérons ;
- 2 230 € (248 €/hl) pour du sainte-croix-du-mont ;
- 2 419 € (269 €/hl) pour du loupiac ;
- 5 732,5 € (637 €/hl) pour du barsac ou du sauternes[20].

Les prix dans le commerce sont évidemment bien plus élevés, variant considérablement en fonction du nom du producteur.